# Espiritualitat
El significat de l'espiritualitat s'ha desenvolupat i ampliat amb el temps, tot i que no hi ha una definició de consens. Tradicionalment, l'espiritualitat es referia a un procés religiós de reforma que "pretén recuperar la forma original de l'home", orientat a "la imatge de Déu"   com exemplifiquen el fundadors i els textos sagrats de les diverses religions. El terme es va utilitzar dins del cristianisme primerenc per referir-se a una vida orientada cap a l'Esperit Sant i es va ampliar durant la Baixa Edat Mitjana per incloure aspectes mentals de la vida.
En els temps moderns, el terme es va estendre a altres tradicions religioses i es va ampliar per referir-se a un ventall més ampli d'experiències, incloent-hi diverses tradicions esotèriques i religioses. Els usos moderns tendeixen a referir-se a una experiència subjectiva d'una dimensió sagrada, i als "valors i significats més profunds pels quals viu la gent",  sovint en un context separat de les institucions religioses organitzades. Això pot implicar la creença en un regne sobrenatural més enllà del món habitualment observable, creixement personal, una recerca d'un significat últim o sagrat, experiència religiosa, o una trobada amb la pròpia "dimensió interior".

## Etimologia
El terme esperit significa "principi animador o vital en l'home i els animals". Prové del mot llatí spiritus (ànima, fantasma, coratge, vigor, alè) i està relacionat amb spirare (respirar). A la Vulgata, el mot llatí spiritus s'utilitza per traduir el grec pneuma i l'hebreu ruach.
El terme "espiritual", que significa "referent a l'esperit", deriva del llatí spiritualis, que ve de spiritus o "esperit".
El terme "espiritualitat" deriva del llatí tardà "spiritualitatem" (nominatiu spiritualitas), que també deriva del llatí spiritualis.

## Definició
No hi ha una definició única i àmpliament consensuada d'espiritualitat.   A la investigació acadèmica hi ha una àmplia gamma de definicions amb una superposició limitada. Un recull de ressenyes de McCarroll, cadascuna tractant sobre el tema de l'espiritualitat, va donar vint-i-set definicions explícites entre les quals "hi havia poc acord". Això provoca certa dificultat per intentar estudiar l'espiritualitat de manera sistemàtica; és a dir, impedeix la comprensió i la capacitat de comunicar els resultats d'una manera significativa.
Segons Kees Waaijman, el significat tradicional de l'espiritualitat és un procés de reforma que "pretén recuperar la forma original de l'home, la imatge de Déu. Per aconseguir-ho, la reforma s'orienta a un motlle, que representa el forma original: en el judaisme la Torà, en el cristianisme hi ha Crist, per al budisme, Buda, i en l'islam, Mahoma". Waaijman assenyala que "espiritualitat" és només un terme d'una sèrie de paraules que denoten la praxi de l'espiritualitat. Alguns altres termes són "hassidisme, la contemplació, la càbala, l'ascetisme, el misticisme, la perfecció, la devoció i la pietat". Houtman i Aupers suggereixen que l'espiritualitat moderna és una barreja de psicologia humanista, tradicions místiques i esotèriques i religions orientals.
A les primeres dècades del segle XXI s'ha posat l'èmfasi en l'experiència subjectiva i els "valors i significats més profunds pels quals viu la gent", incorporant el creixement peronsonal, sovint en un context separat de les institucions religioses organitzades. L'espiritualitat es pot definir en general com la recerca d'un individu del significat últim o sagrat i sentit de la vida. A més, pot significar buscar el creixement personal, l'experiència religiosa, la creença en un regne sobrenatural o el més enllà, o donar sentit a la pròpia "dimensió interior".

## Història

### Desenvolupament inicial
Aquesta etapa del dsenvolupament del concepte inclou l'època clàssica, medieval i la primera modernitat.
Bergomi detecta "una forma il·luminada d'espiritualitat no religiosa" a l'antiguitat tardana.
Les paraules traduïbles com "espiritualitat" van començar a sorgir al segle v, i no van esdevenir d'ús comú fins a finals de l'edat mitjana. En un context bíblic, el terme significa estar animat per Déu. El Nou Testament ofereix el concepte d'estar impulsat per l'Esperit Sant, en contraposició a viure una vida en què es rebutja aquesta influència.
Al segle XI, aquest significat d'"Espiritualitat" va canviar. La paraula va començar a designar l'aspecte mental de la vida, en oposició als aspectes materials i sensuals de la vida, "l'esfera eclesiàstica de la llum contra el món fosc de la matèria".  Al segle XIII "l'espiritualitat" va adquirir un significat social i psicològic. Socialment, denotava el territori del clergat: "l'eclesiàstic contra les possessions temporals, l'eclesiàstic contra l'autoritat secular, la classe clerical contra la classe laica".  Psicològicament, denotava l'àmbit de la vida interior: "la puresa de motius, afectes, intencions, disposicions interiors, la psicologia de la vida espiritual, l'anàlisi dels sentiments". 
Als segles XVII i XVIII es va fer una distinció entre les formes superiors i inferiors d'espiritualitat: "Un home espiritual és aquell que és cristià 'més abundant i més profund que els altres'".  La paraula també es va associar amb el misticisme i el quietisme, i va adquirir un significat negatiu.

### Espiritualitat moderna
Les nocions modernes d'espiritualitat es van desenvolupar al llarg dels segles XIX i XX, barrejant idees cristianes amb tradicions esotèriques occidentals i elements de les religions asiàtiques, especialment índies. L'espiritualitat es va desconnectar cada cop més de les organitzacions i institucions religioses tradicionals. De vegades s'associa a principis del segle XXI a moviments filosòfics, socials o polítics com el liberalisme, la teologia feminista i la política ecològica.

#### Transcendentalisme i universalisme unitari
Ralph Waldo Emerson (1803–1882) va ser un pioner de la idea de l'espiritualitat com un camp diferent. Va ser una de les figures principals del transcendentalisme, un moviment protestant liberal de principis del segle XIX, que estava arrelat en el romanticisme anglès i alemany, la crítica bíblica de Johann Gottfried Herder i Friedrich Schleiermacher, l'escepticisme de Hume, i el neoplatonisme.  Els transcendentalistes van emfatitzar un enfocament intuïtiu i vivencial de la religió. Seguint Schleiermacher,  la intuïció de la veritat d'un individu es va prendre com a criteri de veritat. A finals del segle XVIII i principis del XIX van aparèixer les primeres traduccions de textos hindús, que també van ser llegides pels transcendentalistes, i van influir en el seu pensament. També van avalar les idees universalistes i unitaristes, que van portar a l'universalisme unitari, la idea que també hi ha d'haver veritat en altres religions, ja que un Déu amorós redimiria tots els éssers vius, no només els cristians.

#### La teosofia, l'antroposofia i la filosofia perenne
Una influència important en l'espiritualitat moderna va ser la Societat Teosòfica, que va buscar "ensenyaments secrets" a les religions asiàtiques. Ha influït en els corrents modernistes de diverses religions asiàtiques, en particular el Neo-Vedanta, el renaixement del budisme Theravada i el modernisme budista, que s'han apoderat de les nocions occidentals modernes d'experiència personal i universalisme i les han integrat en els seus conceptes religiosos. Una segona influència relacionada va ser l'Antroposofia, el fundador de la qual, Rudolf Steiner, estava particularment interessat a desenvolupar una espiritualitat occidental genuïna i a les maneres en què aquesta espiritualitat podria transformar institucions pràctiques com l'educació, l'agricultura i la medicina. Més independentment, la ciència espiritual de Martinus va ser una influència, especialment a Escandinàvia.
La influència de les tradicions asiàtiques en l'espiritualitat moderna occidental també es va afavorir per la filosofia perenne, el principal defensor de la qual Aldous Huxley va estar profundament influenciat pel Neo-Vedanta i l'universalisme de Swami Vivekananda, i la difusió del benestar social, l'educació i els viatges massius després de la Segona Guerra Mundial.

#### Neo-Vedanta
Una influència important en l'espiritualitat occidental va ser el neo-Vedanta, també anomenat neo-hinduisme  i l'universalisme hindú, una interpretació moderna de l'hinduisme que es va desenvolupar com a resposta al colonialisme i l'orientalisme occidentals. Pretén presentar l'hinduisme com un "ideal homogeneïtzat de l'hinduisme"  amb l'Advaita Vedanta com a doctrina central. A causa de la colonització d'Àsia per part del món occidental, des del segle XIX es va produir un intercanvi d'idees entre el món occidental i Àsia, que també va influir en la religiositat occidental. L'unitarisme, i la idea de l'universalisme, van ser portats a l'Índia pels missioners i van tenir una gran influència en el neohinduisme a través del Brahmo Samaj i el brahmoisme de Ram Mohan Roy. Roy va intentar modernitzar i reformar l'hinduisme, des de la idea de l'universalisme.  Aquest universalisme es va popularitzar encara més i es va tornar a l'oest com a neo-Vedanta, per Swami Vivekananda.

#### "Espritual però no religiós"
Després de la Segona Guerra Mundial, l'espiritualitat i la religió teista es van anar desconnectant progressivament, i l'espiritualitat es va orientar més a l'experiència subjectiva, en comptes dels "intents de situar el jo dins d'un context ontològic més ampli". Es va desenvolupar un nou discurs, en el qual es barregen la psicologia (humanista), les tradicions místiques i esotèriques i les religions orientals, per arribar al veritable jo mitjançant l'auto-revelació, la lliure expressió i la meditació.
La distinció entre l'espiritual i el religiós es va fer més comuna en la ment popular a finals del segle XX amb l'auge del secularisme i l'adveniment del moviment New Age. Autors com Chris Griscom i Shirley MacLaine ho van explorar de moltes maneres als seus llibres. Paul Heelas va assenyalar el desenvolupament dins dels cercles de la Nova Era del que va anomenar "espiritualitat del seminari": ofertes estructurades que complementen l'elecció del consumidor amb opcions espirituals.
Entre altres factors, la disminució de la pertinença a les religions organitzades i el creixement del secularisme al món occidental han donat lloc a aquesta visió més àmplia de l'espiritualitat. El terme "espiritual" s'utilitza ara amb freqüència en contextos en què antigament s'utilitzava el terme "religiós".  Tant els teistes com els ateus han criticat aquest desenvolupament.

## Espiritualitat tradicional

### Judaisme
L'espiritualitat en el judaisme pot implicar pràctiques de l'ètica jueva, l'oració jueva, la meditació jueva, l'observació del Sàbat i les festes, l'estudi de la Torà, les lleis dietètiques, la teixuvà i altres pràctiques.  Pot implicar pràctiques ordenades per halacà o altres pràctiques.
La càbala (literalment "rebre") és un mètode esotèric, disciplina i escola de pensament del judaisme. La càbala és un conjunt d'ensenyaments esotèrics destinats a explicar la relació entre un Ein Sof immutable, etern i misteriós (sense final) i l'univers mortal i finit (la seva creació). Les interpretacions de l'espiritualitat cabalística es troben dins del judaisme hassídic, una branca del judaisme ortodox fundada a l'Europa oriental del segle XVIII pel rabí Israel Baal Shem Tov. El hassidisme sovint emfatitza la presència divina immanent i se centra en l'emoció, el fervor i la figura del Tzadik. Aquest moviment incloïa un ideal d'elit d'anul·lació al paradoxal panenteisme diví.
El moviment Musar és un moviment espiritual jueu que s'ha centrat a desenvolupar trets de caràcter com la fe, la humilitat i l'amor. El moviment Musar, fundat per primera vegada al segle XIX per Israel Salanter i desenvolupat al segle XXI per Alan Morinis i Ira F. Stone, ha encoratjat les pràctiques espirituals de meditació jueva, pregària jueva, ètica jueva, tzedakah, teshuvah i l'estudi de musar (ètica) literatura.
El judaisme reformador i el judaisme conservador sovint han emfatitzat l'espiritualitat de l'ètica jueva i el tikún olam,  l'espiritualitat feminista,  l'oració jueva,   l'estudi de la Torà,   ritual,   i musar.

### Cristianisme

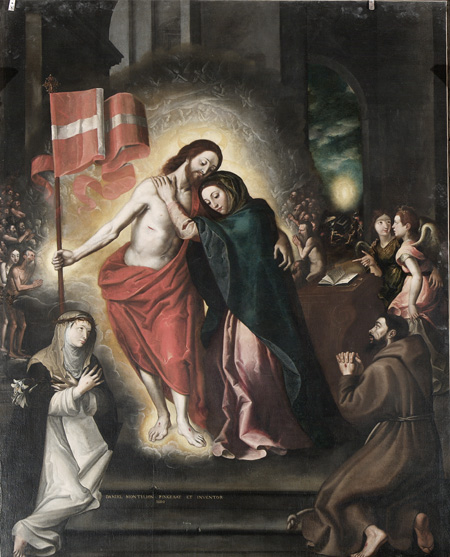
La unió amb Crist és el propòsit del misticisme cristià.

L'espiritualitat cristiana és la pràctica espiritual de viure una fe personal. El Papa Francesc ofereix diverses maneres en què es pot considerar la crida de l'espiritualitat cristiana. Indica que "l'espiritualitat cristiana proposa una comprensió alternativa de la qualitat de vida, i fomenta un estil de vida profètic i contemplatiu, capaç d'un gaudi profund lliure de l'obsessió pel consum"; també ha escrit que "l''espiritualitat cristiana proposa un creixement marcat per la moderació i la capacitat de ser feliç amb poc". També ha explicat que el treball, amb una comprensió del seu significat, i la relaxació són dimensions importants de l'espiritualitat cristiana.
La terminologia de l'Església catòlica fa referència a un acte de fe (fides qua creditur) després de l'acceptació de la fe ( fides quae creditur ). Tot i que s'espera que tots els catòlics preguin junts a la missa, hi ha moltes formes diferents d'espiritualitat i pregària privada que s'han desenvolupat al llarg dels segles. Cadascuna de les principals ordres religioses de l'Església Catòlica i altres agrupacions laiques tenen la seva pròpia espiritualitat única – la seva pròpia manera d'apropar-se a Déu en la pregària i en la vida de l'Evangeli.
El misticisme cristià es refereix al desenvolupament de pràctiques i teories místiques dins del cristianisme. Ha estat sovint connectat amb la teologia mística, especialment en les tradicions catòlica i ortodoxa oriental. Els atributs i els mitjans pels quals s'estudia i practica el misticisme cristià són variats i van des de visions extàtiques de la unió mística de l'ànima amb Déu fins a la simple contemplació pregària de la Sagrada Escriptura (és a dir, Lectio Divina).

### Islam
Una lluita espiritual interior i una lluita física externa són dos significats comunament acceptats de la paraula àrab jihad :  La "gran jihad" és la lluita interior d'un creient per complir els seus deures religiosos i lluitar contra el propi ego. Aquest significat no violent és subratllat tant per autors musulmans com per no musulmans.
La forma més coneguda d'espiritualitat mística islàmica és la tradició sufí (coneguda per Rumi i Hafiz ) en la qual un xeic o pir transmet la disciplina espiritual als estudiants. Sufisme o taṣawwuf ( àrab: تصوّف </link> ) es defineix pels seus seguidors com la dimensió mística interna de l'Islam. Un practicant d'aquesta tradició és conegut generalment com a ṣūfī ( صُوفِيّ</link> ).
Els sufis es consideren els veritables defensors originals d'aquesta forma original pura de l'islam. Són ferms partidaris del principi de tolerància, pau i contra qualsevol forma de violència. Els sufís han patit una severa persecució per part de grups més rígids i fonamentalistes com el moviment wahhabi i salafista. El 1843 els sufís senussi es van veure obligats a fugir de la Meca i Medina i dirigir-se al Sudan i Líbia.
Els estudiosos sufís clàssics han definit el sufisme com "una ciència l'objectiu de la qual és la reparació del cor i allunyar-lo de tot menys de Déu". Alternativament, en paraules del professor sufí de Darqawi Ahmad ibn Ajiba, "una ciència a través de la qual es pot saber viatjar a la presència del Diví, purificar el propi interior de la brutícia i embellir-lo amb una varietat de trets lloables".

### Altres
Les religions indies com el jainisme, budisme, hinduisme i sikisme també tenen una forta tradició vinculada a l'espiritualitat. També l'espiritualitat africana.